# Мельник, Пётр Васильевич
Пётр Васильевич Мельник (укр. Петро Васильович Мельник; псевдоним — «Хмара»; 10 октября 1910 — 27 апреля 1953) — украинский националистический деятель периода Второй Мировой войны, сотник УПА, командир батальона «Колокола» и ТО-21 «Гуцульщина» (01.1946-09.1949), надрайонный проводник ОУН Надворнянщины (1949). Рыцарь Бронзового Креста Заслуги и Серебряного Креста Боевой Заслуги 1-го класса.

## Биография
Пётр Мельник родился 10 октября 1910 в селе Каменное Надвирнянского района в семье сельского мельника.
Учился в Станиславовской гимназии, где и стал членом ОУН.
Служил кавалеристом в польской армии. После начала Второй мировой войны в сентябре 1939 года, участвовал в военных действиях между Польшей и Германией. Был ранен и попал в плен к немцам. Знание немецкого языка спасло его от смерти. Позже он стал бойцом батальона «Роланд» и прошёл подготовку на территории Австрии. После расформирования немцами батальонов «Роланд» и «Нахтигаль» Пётр Мельник с 1 декабря 1941 по 1 декабря 1942 служил в 201-м шуцманшафт-батальоне в Беларуси, с 1943 — командир роты 14-й гренадерской дивизии СС «Галичина», гауптштурмфюрер Ваффен-СС. Очень скоро дезертировал из дивизии и перешёл на нелегальное положение.
С лета 1943 года в УНС — взводный, позже инструктор в роте «Резуна» в Чёрном Лесу, организатор и командир сотни «Стрела» в батальоне «Бешеные», первый командир батальона «Колокола».
Был ранен в рейде 6 апреля 1945.
После гибели в январе 1946 командира ТО-21 «Казака» Петра Мельника назначили на его место. В зимний период 1948—1949 гг. выполнил указание руководства ОУН о написании мемуаров, которые и были изданы подпольным издательством УПА «Гуцульщина» в 1949 году (первая часть переиздана в 2014 году).
В течение 17 июня — 27 июля 1949 взвод подпольщиков из ТО-21 «Гуцульщина» (на правах сотни) вместе с Мельником осуществила пропагандистский рейд в Румынию. Дважды пройдя с боем границу и совершив поход по маршруту (Жабье — гора Стог — города Вишеу-де-Сус и Сыгит) общей протяженностью более 300 км, группа вернулась без потерь. Это был последний крупный рейд отрядов УПА. Уже 3 сентября 1949 — вышел приказ Шухевича о расформировании последних боевых отрядов и штабов УПА и их переход на Запад или вливание в ряды вооруженного подполья. С 1949 года — надрайонный проводник ОУН Надворнянщины.
В 1951 командира «Хмару» с несколькими товарищами схватили бойцы МГБ. Согласился на сотрудничество. В составе спецподразделения МГБ участвовал в операциях по задержанию подпольщиков ОУН. Бежал. Скрывался и от СБ ОУН, и от МГБ. Ликвидирован отрядом МГБ в 1953 году.